# Неопаганизъм
Неопаганизъм (на латински: paganus, „жител“, „гражданин“; на български новоезичество) е общ термин използван с разнородно приложение за различни западни духовни или религиозни вярвания и практики на природните или политеистични религии в противовес на авраамическите.
В български думата е взета от латински. Латинското paganismus означава набор от местни обичаи и вярвания, обреди, почитащи локални божества. През Средновековието, вследствие на християнската проповед, думата е добила негативно значение и се е възприемала като синоним на вещерство, на магьосничество, на нещо зло.
На български, за разлика от традиционното понятие езичество, терминът паганизъм по-често се свързва със съвременни религиозни и гностични движения, изкуствено създадени на основата на реконструкции на древни езически религии. Тези движения често биват наричани и нео-паганизъм, т.е. нов паганизъм, за да се подчертае неавтентичният им характер и разликата с оригиналния паганизъм. Такова разграничение на български не съществува и двата термина са взаимозаменяеми.

## Характеристика
Съвременният паганизъм използва древни езически представи, за да изгради една съвсем нова и съвременна идеология. Нуждата от тази идеология се появява през 60-те и 70-те години на 20 век, заедно с развитието на хипи движението. Паганизмът цели да даде отговор на проблемите на модерното общество и на модерния човек вътре в него. С помощта на старите религии, той обяснява равенството и свободата на човека и неговото място в околния свят. Паганизмът въздига в основен принцип Природата и обявява за върховен Природния закон.
Особено внимание се отделя на богините и тяхната роля във Вселената. Често за върховно божество се определя Богинята, която има три хипостаса — девица, майка и старица. Богинята-майка е символ на Земята и нейната сила. Всяко действие във вреда на Земята е обида към Богинята и е заплаха за хората.

## Видове
Паганизмът е амалгама от множество различни и независими религиозни течения и групи. Всяка от тях се характеризира с почит към различни божества и придържане към различна древна езическа традиция. Всяко отделно течение се нарича Път (англ. Path), например Нордически Път, Славянски Път, Келтски Път и др. Най-разпространени са Пътят на мъдростта и Уикка, които са синтетични идеологии и често се преливат. Първото учение е сбор от реконструирани друидски и скандинавски вярвания и идеи, осмислени от съвременна окултна гледна точка. Второто съчетава подобни вярвания, но счита че техни пазители са били т.нар. вещици. В Уикка участват предимно жени, организирани в ковъни. На езически празници те се събират и честват старите богове и силата на природата.